# Pidvarivka, Kotelva
Pidvarivka (în ucraineană Підварівка) este un sat în comuna Kozlivșciîna din raionul Kotelva, regiunea Poltava, Ucraina.

## Demografie
Componența lingvistică a localității Pidvarivka
     Ucraineană (88,89%)
     Rusă (11,11%)
Conform recensământului din 2001, majoritatea populației localității Pidvarivka era vorbitoare de ucraineană (88,89%), existând în minoritate și vorbitori de rusă (11,11%).